# Rocky Johnson
Wayde Douglas Bowles (24. srpna 1944 – 15. ledna 2020), známý jako Rocky Johnson, byl kanadský profesionální wrestler. Jeho syn Dwayne Johnson je známý americký herec a wrestler.
Část svojí kariéry strávil v National Wrestling Alliance. Zde se stal prvním černošským šampionem těžké váhy. Rovněž se stal dvojnásobným televizním šampionem NWA. V roce 1983 získal spolu se svým partnerem Tonym Atlasem titul World Tag Team Championship. Tím se stali prvními černošskými šampiony v historii WWE.
V roce 2008 byl uveden do síně slávy WWE a v prosinci 2019 byl jmenován členem mezinárodní síně slávy.

## Osobní život
Se svou první ženou Unou Sparksovou se seznámil na plese, během začátku své boxerské kariéry. Una pocházela z Cherry Brook v Novém Skotsku a byla oddanou svědkyní Jehovovou. Měli spolu dvě děti, Curtise a Wandu. Během manželství si započal románek s Atou Fitisemanu Maivia, dcerou wrestlingové legendy Petera Maivia. Seznámili se, když Johnson zápasil s Maiviou na nezávislé scéně. Dne 2. května 1972 se jim narodil syn Dwayne Johnson.
Jejich manželství nevyšlo především proto, že Atu chtěla aby Johnson skončil s wrestlingem. Po rozvodu zůstali i nadále přátelé.
V roce 2019 spolupracoval na své autobiografii Soulman: The Rocky Johnson Story.
V roce 2022 zveřejnil list Sports Illustrated článek, ve kterém uvádí, že Johnson měl pět dalších dětí v různých vztazích.

## Smrt
Zemřel 15. ledna roku 2020 na plicní embolii ve věku 75 let. Johnson odmítl navštívit doktora, protože si myslel, že měl chřipku.
Jeho syna Dwayna Johnsona to, i přes jejich nedokonalý vztah, silně ranilo. Hold mu vzdal i wrestler Hulk Hogan.
V době jeho smrti byl vysílán sitcom o jeho synovi Dwaynovi Young Rock. Rocky Johnson zde byl ztvárněn Josephem Leem Andersonem.

## Úspěchy a ocenění
- Big Time Wrestling
  - NWA World Tag Team Championship (4x)
- Championship Wrestling from Florida
  - NWA Brass Knuckles Championship (1x)
  - NWA Florida Heavyweight Championship (6)
  - NWA Florida Tag Team Championship (1x)
  - NWA Florida Television Championship (1x)
- Continental Wrestling Association
  - AWA Southern Tag Team Championship (2x)
- Georgia Championship Wrestling
  - NWA Georgia Heavyweight Championship (2x)
  - NWA Georgia Tag Team Championship (1x)
  - NWA Macon Tag Team Championship (1x)
- International Championship Wrestling Alliance
  - ICWA Tag Team Championship (1x)
- Memphis Wrestling Hall of Fame
  - (2022)
- Mid-Atlantic Championship Wrestling
  - NWA Television Championship (2x)
- NWA All-Star Wrestling
  - NWA Canadian Tag Team Championship (1x)
- NWA Big Time Wrestling
  - NWA Brass Knuckles Championship (1x)
  - NWA Texas Heavyweight Championship (2x)
  - NWA Texas Tag Team Championship (1x)
- NWA Hollywood Wrestling
  - NWA Americas Heavyweight Championship (1x)
  - NWA Americas Tag Team Championship (1x)
  - NWA "Beat the Champ" Television Championship (2x)
- NWA Mid-America / Continental Wrestling Association
  - CWA/AWA International Tag Team Championship (1x)
  - NWA Southern Heavyweight Championship (1x)
- NWA San Francisco
  - NWA United States Heavyweight Championship (1x)
  - NWA World Tag Team Championship (4x)
- NWA Polynesian Pro Wrestling
  - NWA Polynesian Pacific Tag Team Championship (2x)
- Pacific Northwest Wrestling
  - NWA Pacific Northwest Heavyweight Championship (1x)
  - NWA Pacific Northwest Tag Team Championship (2x)
- Pro Wrestling Illustrated
  - Ranked No. 258 of the top 500 singles wrestlers in the PWI 500 in 1992
  - Ranked No. 211 of the 500 best singles wrestlers during the "PWI Years" in 2003
- St. Louis Wrestling Hall of Fame
  - (Class of 2008)
- World Wrestling Federation / World Wrestling Entertainment
  - WWF Tag Team Championship (1x)
  - WWE Hall of Fame (2008)